# Bernardo I de Albi
Bernardo I de Albi (? - c. 918) foi um nobre da Alta Idade Média francesa, tendo sido detentor do título de Visconde de Albi e do senhorio de Ambialet

## Relações familiares
Foi filho de Aton I de Albi e de Avierne. Foi pai de:
1. Ermengol de Albi (c. 900 - 942)[1]